# Транс-нептунски објекти
Транснептунски објекти је назив за планете у Сунчевом систему које круже око Сунца али на већој удаљености од Нептуна. Први такав објекат био је патуљаста планета Плутон. Данас је познато преко 1200 транснептунских објеката.
Највећи познати транснептунских објекти су Ерида и Плутон, затим Макемаке и Хаумеа.